# شعير غواتيمالي
شعير غواتيمالي (الاسم العلمي:Hordeum guatemalense) هي نوع نباتي يتبع جنس الشعير من الفصيلة النجيلية.  